# Llista de rius del Camp de Morvedre
Llista de rius, rambles i barrancs a la comarca del Camp de Morvedre, al País Valencià.
| Nom                  | Tipus   | Conca    | Superfície conca | Longitud | Cabal      | Naixement                                          | Naixement                                              | Desembocadura                                           | Desembocadura                                          | Foto |
| Nom                  | Tipus   | Conca    | Superfície conca | Longitud | Cabal      | Lloc                                               | Coord.                                                 | Lloc                                                    | Coord.                                                 | Foto |
| -------------------- | ------- | -------- | ---------------- | -------- | ---------- | -------------------------------------------------- | ------------------------------------------------------ | ------------------------------------------------------- | ------------------------------------------------------ | ---- |
| Palància             | riu     |          | 910 km²          | 85 km    | 2,5 l/seg. | Serra del Toro (el Toro)                           | 39° 56′ 17″ N, 0° 45′ 37″ O / 39.9379968°N,0.7603325°O | mar Mediterrània (Sagunt - Canet d'en Berenguer)        | 39° 40′ 19″ N, 0° 12′ 14″ O / 39.6719976°N,0.2038427°O |      |
| Tàier (o Assuèvar)   | rambla  | Palància |                  |          |            | Serra d'Espadà                                     |                                                        | riu Palància (Presa d'Algar)                            | 39° 47′ 18″ N, 0° 22′ 36″ O / 39.7884529°N,0.3766747°O |      |
| Àrguines             | barranc | Palància |                  |          |            | Serra Calderona                                    |                                                        | riu Palància (Algar de Palància - Alfara de la Baronia) | 39° 46′ 06″ N, 0° 21′ 22″ O / 39.7682137°N,0.355979°O  |      |
| l'Estepar            | barranc | Palància |                  |          |            |                                                    |                                                        | riu Palància (Alfara de la Baronia)                     | 39° 45′ 46″ N, 0° 21′ 00″ O / 39.7627295°N,0.3500037°O |      |
| la Sarba             | barranc | Palància |                  |          |            | Serra Calderona (Algímia d'Alfara - Torres Torres) |                                                        | riu Palància (Estivella)                                | 39° 42′ 31″ N, 0° 20′ 51″ O / 39.708616°N,0.3474081°O  |      |
| Segart               | barranc | Palància |                  |          |            | Serra Calderona (Segart)                           | 39° 40′ 37″ N, 0° 23′ 09″ O / 39.6768625°N,0.3859517°O | riu Palància (Albalat dels Tarongers)                   | 39° 42′ 02″ N, 0° 20′ 20″ O / 39.7006254°N,0.3389971°O |      |
| la Font de la Ribera | barranc | Palància |                  |          |            | el Rodeno de la Font (Benifairó de les Valls)      | 39° 43′ 50″ N, 0° 17′ 27″ O / 39.730663°N,0.2909637°O  | riu Palància (Albalat dels Tarongers)                   | 39° 41′ 51″ N, 0° 19′ 55″ O / 39.6975508°N,0.331934°O  |      |
| l'Arquet             | barranc |          |                  |          |            | Muntanya de la Frontera (Sagunt)                   | 39° 46′ 14″ N, 0° 16′ 43″ O / 39.7704256°N,0.2785814°O | les Marjaletes (Benavites)                              |                                                        |      |

## Enllaços
- Visor Cartogràfic. Institut Cartogràfic Valencià. Generalitat Valenciana. https://visor.gva.es/visor/